# Ashikaga Yoshiaki

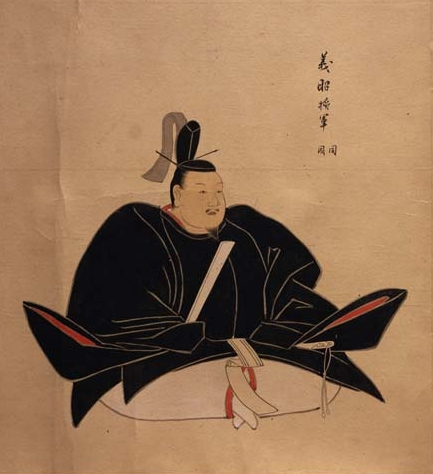
Zeitgenössisches Porträt eines unbekannten Malers

Ashikaga Yoshiaki (japanisch 足利 義昭, * 5. Dezember 1537 in Japan; † 19. Oktober 1597 in Osaka) war der 15. und letzte Shōgun des Ashikaga-Shōgunates in Japan. Er regierte von 1568 bis 1573. Sein Vater, Ashikaga Yoshiharu, war der 12. Shōgun und sein Bruder Ashikaga Yoshiteru war der 13. Shōgun.
Das Fehlen einer De-facto-Zentralautorität in der Hauptstadt wurde durch das Einrücken der Armeen des Kriegsherren Oda Nobunaga in Kyōto im Jahre 1568 beendet. Er setzte das Muromachi-Shōgunat unter dem Marionetten-Shōgun Ashikaga Yoshiaki wieder ein und damit begann die Azuchi-Momoyama-Zeit. Ashikaga Yoshihide, der 14. Shōgun, wurde abgesetzt, ohne jemals die Hauptstadt betreten zu haben. Trotz einer erneuerten Zentralmacht in Kyōto und Nobunagas Versuch, das Land zu einigen, setzte sich der Machtkampf der kriegsführenden Staaten bis zur Vereinigung und dem schließlich erfolgten Friedensschluss bis lange nach Nobunagas Ermordung 1582 fort.
Toyotomi Hideyoshi, der General, der später Japan einigen sollte, wollte von Ashikaga Yoshiaki als Sohn adoptiert werden, wurde jedoch zurückgewiesen.
Das Ashikaga-Shōgunat wurde zerstört, als Oda Nobunaga 1573 Yoshiaki aus Kyōto vertrieb.